# Deutscher Evangelischer Kirchentag 1991
Der 24. Deutsche Evangelische Kirchentag 1991 fand vom 5. bis 9. Juni 1991 unter dem Motto „Gottes Geist befreit zum Leben“ im Ruhrgebiet statt. Kirchentagspräsident war Erhard Eppler. Es war der erste Kirchentag nach der Wiedervereinigung. Von den insgesamt 104.492 Dauerteilnehmern waren aber nur rund 10.000 Personen aus den neuen Bundesländern angereist – weniger als 1989 zum Kirchentag nach Berlin (West) gekommen waren. Formal war der 24. noch kein gesamtdeutscher Kirchentag, da die Einheit der Evangelischen Kirche in Deutschland erst wenig später, mit Wirkung vom 27. Juni 1991, wiederhergestellt wurde.
Gastgeber waren drei Großstädte in zwei Landeskirchen:
- Essen (Evangelische Kirche im Rheinland);
- Bochum und Dortmund (Evangelische Kirche von Westfalen).

Die großen Entfernungen zwischen den Veranstaltungsorten machten den Kirchentag Ruhrgebiet relativ unübersichtlich, obwohl der Verkehrsverbund Rhein-Ruhr diese logistische Herausforderung meisterte.

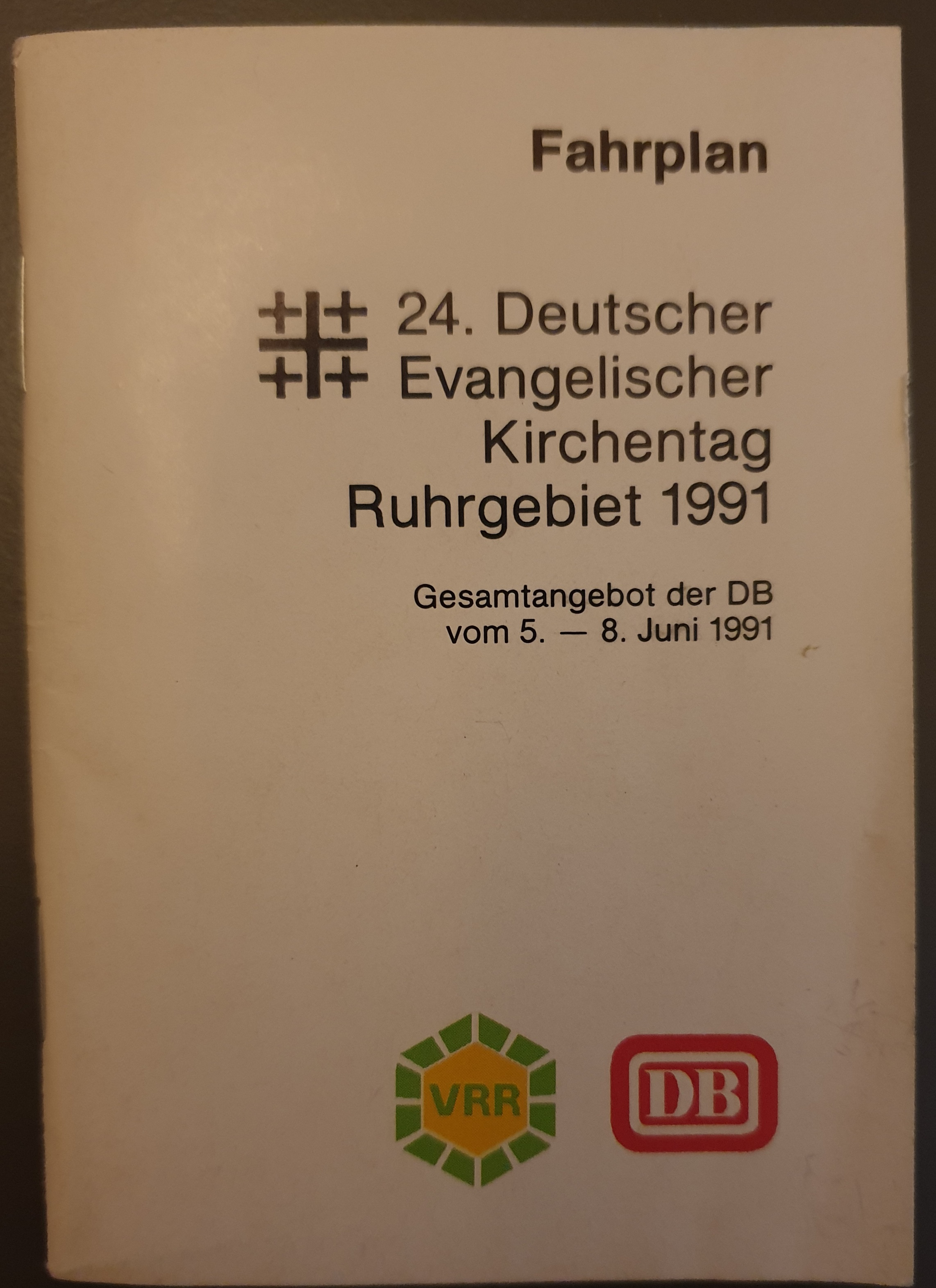
Fahrplan 24. Kirchentag 1991

## Vorgeschichte
Die Initiative zu einem Ruhrgebiets-Kirchentag war von den Oberbürgermeistern des östlichen Ruhrgebiets ausgegangen. Das Ruhrgebiet sollte als Einheit präsentiert werden. Der Dortmunder Oberbürgermeister Günter Samtlebe ließ daraufhin 1985 eine Broschüre drucken: „Kirchentag im Ruhrgebiet – ein Wunsch, der in Erfüllung gehen sollte.“ Darin wurden geeignete Veranstaltungsorte im Ruhrgebiet präsentiert. Die westfälische Kirchenleitung und das Kirchentagspräsidium beschlossen, auch die Evangelische Kirche im Rheinland einzubeziehen. 1987 stand dann fest, dass der Kirchentag 1991 in drei Städten des zentralen und östlichen Ruhrgebiets stattfinden würde. Diese Konstellation war ungewohnt; die Dynamik, die die deutsche Nachkriegsgeschichte in den folgenden Jahren entwickelte, war noch nicht absehbar. Auf der Tagung der Landessynode der Evangelischen Kirche von Westfalen im November 1990 mahnte Kirchentagspräsident Eppler an, „dass der Kirchentag, der bis 1961 «die große gesamtdeutsche Demonstration» war, sich angesichts der Wiedervereinigung fragen muss, «wie diese Deutschen als Ganzes ihren Platz finden in einem friedlichen Europa».“

## Kirchentagslosung
Das Motto „Gottes Geist befreit zum Leben“ war ein besonderer Wunsch des Kirchentagspräsidenten Eppler. Er wollte damit das Bekenntnis zu Gott dem Heiligen Geist, das im evangelisch-landeskirchlichen Raum traditionell weniger Beachtung findet, in den Mittelpunkt rücken. Als politische Zeitansage war diese Losung wenig brauchbar, wirkte aber in den Themenfeldern Kunst und Liturgie anregend.

## Eröffnungsveranstaltung
Die zentrale Eröffnungsveranstaltung mit dem damaligen Ministerpräsidenten Johannes Rau, Oberbürgermeister Samtlebe, Pfarrerin Annemarie Schönherr und Kirchentagspräsident Eppler fand am 5. Juni 1991 auf dem Dortmunder Friedensplatz statt, der anschließende „Abend der Begegnung“ um den Europaplatz. Daran nahmen 143.000 Menschen teil.

## Programm
Auch im vom Strukturwandel betroffenen Ruhrgebiet stießen Themen wie Arbeitslosigkeit oder Konflikte zwischen Wirtschaftsinteressen und Ökologie auf relativ geringes Publikumsinteresse. Unmittelbar nach dem Zusammenbruch des Sozialismus waren Utopien und Visionen alternativer Wirtschaftssysteme nicht attraktiv; die Marktwirtschaft war so unumstritten wie sonst selten auf Kirchentagen.
Auf dem Kirchentag kamen prominente Vertreter der evangelischen Kirche in der DDR zu Wort: Günter Krusche, Friedrich Schorlemmer, Gottfried Forck, Manfred Stolpe, Heino Falcke. Außerdem traten Persönlichkeiten auf, die durch die Wende bekannt geworden waren: Marianne Birthler, Joachim Gauck, Christian Führer und Wolfgang Ullmann. Die Wiedervereinigung wurde aber nur auf wenigen ausgewählten Veranstaltungen thematisiert. Der Kommentator der Zeit meinte rückblickend, das Christentreffen spreche diejenigen an, die mit der sozialen Wirklichkeit persönlich gut zurechtkämen und biete ihnen anspruchsvolles Talkshow-Programm; die „Arbeitslosen und Verängstigten“ kämen dagegen kaum vor.
Annemarie Schönherr erhielt auf dem Ruhrgebiets-Kirchentag Gelegenheit, die „große ostdeutsche Reflexion“ vorzutragen. Sie analysierte, viele Personen ihrer Generation hätten sich in der Vergangenheit „mit den sozialistischen Idealen teilidentifizieren können, weil es in ihnen um mehr Gerechtigkeit ging.“ Die jüngere Generation dagegen habe sich in ihrer großen Mehrheit nicht mehr mit der DDR identifiziert. Auf einer kontrovers angelegten Podiumsdiskussion warf Wolfgang Herles seinem Gesprächspartner Friedrich Schorlemmer vor, es gebe „Besser-Ossis“, gegen deren „moralische Arroganz“ sich die Westdeutschen verständlicherweise wehrten. „Der eine brillierte mit einem Feuerwerk vordergründiger und hintersinniger Pointen, der andere gab sich alle Mühe, den Archetypen des Besser-Wessis vorzuführen.“
Weltpolitische Themen waren der Rückblick auf den Zweiten Golfkrieg und die neue Situation nach dem Zerfall der Sowjetunion. Die Kontroversen blieben aus, so stimmte der ehemalige Generalinspekteur der Bundeswehr Wolfgang Altenburg überraschenderweise der Kritik des Theologen Wolfgang Huber zu: Der Golfkrieg sei moralisch und theologisch nicht zu rechtfertigen. Breiten Raum nahmen die Kolonialgeschichte Amerikas und ihre Auswirkungen in der Gegenwart ein; in den Dortmunder Westfalenhallen fand am Donnerstag ein Lateinamerikatag und am Freitag ein sogenannter Liturgischer Tag „500 Jahre Eroberung Amerikas“ statt.

## Zentren am Wege
Der Ruhrgebietskirchentag sollte eine Alternative zu „Messekirchentagen“ darstellen. Entlang der Nahverkehrsachse Essen-Bochum-Dortmund entstanden „Zentren am Wege“ und weitere dezentrale Brennpunkte, an denen Themen der Region zur Sprache kommen sollten. Es gab sechzehn Zentren am Wege:
1. Universität Dortmund: Dem Wahnsinn widerstehen – Schöpfung bewahren;
2. Keuning-Haus: Gottes Stadt kennt keine Fremden;
3. Hoesch-Park: Im Mittelpunkt des Wirtschaftslebens steht der Mensch;
4. Katholisches Zentrum: Lebensrecht und Lebensschutz;
5. Wattenscheid: Wege zum Leben – Wege aus der Sucht;
6. Gelsenkirchen: Ökumene: Teilen lernen;
7. Bergbaumuseum Bochum: Der Mensch zwischen Freiheit und Notwendigkeit;
8. Bochum-Mitte: Frauen gehen weiter;
9. Bochum-Riemke: Vom Geist, der in Gemeinden weht;
10. Bochum-Langendreer: Der Mensch im Datennetz;
11. Essen-Steele: Pflegenotstand als Probe der Solidargemeinschaft;
12. Zeche Carl: Suchet der Stadt Bestes;
13. Essen-Holsterhausen: Wieviel Familie braucht der Mensch?
14. Kreuzeskirche Essen: Auf dem Weg zu einem gerechten Strukturwandel;
15. Herne: Gott ergreift Partei für Kranke, Verschuldete und Hungernde;
16. Wanne-Mitte: Vom Tode bedroht? Das Leben entdecken!

## Schlussgottesdienst
Die Abschlussveranstaltung fand im Gelsenkirchener Parkstadion statt. Ein Team um Kirchentagspastor Rainer Degenhardt verantwortete die Liturgie. Die Predigt hielt der Dresdener Bischof Johannes Hempel.